# کروسنوویتسه
کروسنوویتسه (به لهستانی:  Krosnowice) یک منطقهٔ مسکونی در لهستان است که در گمینا کووزکو واقع شده‌است.
 کروسنوویتسه  ۲٬۹۵۴ نفر جمعیت دارد.